# 斑鳖
斑鳖（學名：Rafetus swinhoei）又称黄斑巨鳖、斯氏鳖，是产自中國南部和越南北部的一种大型淡水鳖，栖息于长江下游水系与红河水系，可能为现存体型最大的淡水龟鳖类动物。与生活在幼发拉底河及底格里斯河的西亚斑鳖（幼河斑鳖 Rafetus euphraticus）为近亲，二者是斑鳖属（斯氏鳖属）仅存的两个物种。虽然斑鳖早在1873年便已命名，但长期以来一直被误认为是鼋或中华鳖，直到2002年后才被确认为有效物种，因此未被列入中国在1989年发布的《国家重点保护野生动物名录》。2021年，斑鳖被列入《国家重点保护野生动物名录》为一级保护动物。
在2016年1月越南還劍湖的一只野生个体、2019年4月中国苏州动物园饲养的一只雌鳖和2023年4月越南同莫湖的一只野生雌鳖相继死亡后，目前已知的活体斑鳖仅剩4—5只：苏州动物园尚有一只雄鳖，也是中国的最后一只斑鳖；一只雄性野生个体生活在越南河内的同莫湖，一只性别不明的野生个体生活在越南河内的宣汉湖，可能有1—2只性别不明的野生个体生活在越南安沛省的鸣钧湖。

## 分类简史

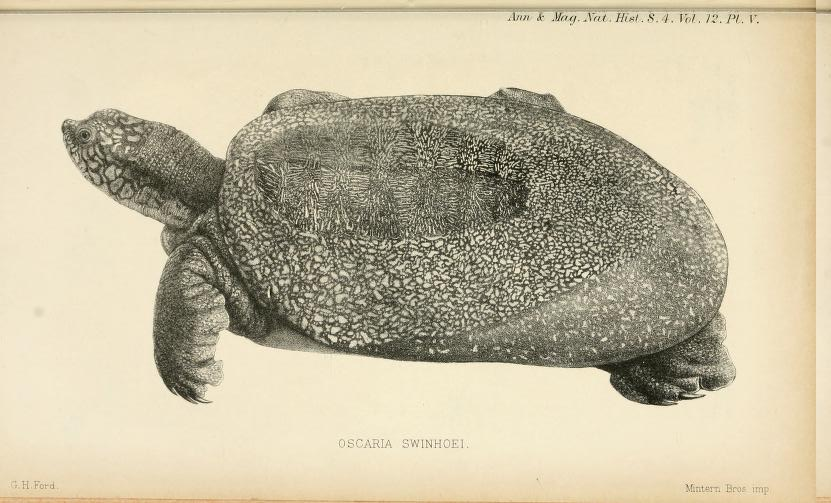
1873年约翰·爱德华·格雷最初描述斑鳖时的配图，由英裔南非籍自然历史插画家乔治·亨利·福特（1808－1876）绘制。

斑鱉在1873年始被西方學界認識，大英博物館的动物学家约翰·爱德华·格雷描述羅伯特·史溫侯從上海寄往的斑鱉標本並命名為 Oscaria swinhoei，同時形容斑鱉為從未被發現、最美麗的鱉科物種。
1880年，總部位於上海的法國耶穌會的韓伯祿從上海附近的黃浦江和蘇州太湖附近獲得此龜的幾個標本，並認為牠們為五個不同的物種：Yuen leprosus、Yuen maculatus、Yuen elegans、Yuen viridis 以及 Yuen pallens。屬名 Yuen 大概是來自中文的「黿」字（音譯自威妥瑪拼音或現代漢語拼音），意为大鳖。
后世学者先后將斑鱉归入鳖属（Trionyx）、中华鳖属（Pelodiscus）及黿屬（Pelochelys），Meylan 在1987年正式將斑鱉归入斑鳖属（Rafetus）。
长江流域和红河流域的种群是否为同一个亚种仍有争议，如果二者为两个不同亚种，则长江流域的亚种学名为Rafetus swinhoei swinhoei，也即指名亚种，红河流域的则应为另一亚种Rafetus swinhoei leloii。

## 种群现状
斑鱉被世界自然保護聯盟（IUCN）列為極危物種。主要致危因素是棲息地的喪失，以及过去被人类捕捉作为食物或药物。
在古代，斑鳖曾广泛分布于中國长江下游和太湖地区。斑鱉已知分佈於中國長江流域，江蘇、浙江兩省处的交界太湖，以及雲南紅河流域的個舊、元陽和建水縣。
由于肆意捕杀和生态环境遭到破坏，自1972年以来，未发现任何野生个体。中國已知的最後一只野生個體於1998年在元陽及建水縣之間的红河中捕获，後被放生。
至今斑鳖仅剩4—5只个体残存，分別生活在中国的苏州动物园、越南河内的同莫湖与宣汉湖以及越南安沛省的鸣钧湖：
其中蘇州動物園的个体广为人知，而在2020年10月23日，保护工作者在同莫湖发现了一只雌性斑鳖的踪迹。2023年4月23日，同莫湖中的雌性斑鳖被发现死亡。2023年5月，有人在同莫湖观察到有两只大鳖出没。2023年9月，同莫湖中的一只斑鳖被捕获，并被确认为雄性。这意味着同莫湖中可能存在有一个斑鳖种群。
宣汉湖的个体则由龟鳖保育组织TSA（国际龟鳖生存联盟，Turtle Survival Alliance）在2018年4月12日通过测定宣汉湖的环境DNA确认其存在。
2022年10月15日，安装在鸣钧湖的相机陷阱拍摄到一只很可能是斑鳖的照片。而且根据对当地渔民的采访，湖中可能存在至少两只斑鳖。
近年以来死亡的个体有：
- 上海动物园和北京动物园的两只个体分别于2006年和2005年死亡。两只个体均为20世纪70年代在云南個舊捕獲。[10]
- 苏州西园寺放生池内有一雌一雄两只，雄性（名为方方）已于2007年死亡，雌性则并未实际观测到。[11]
- 越南河內還劍湖中一只，传说曾背负顺天剑送给越南后黎朝黎太祖，助其夺取天下，但也有学者认为该鳖是单独物种，称其为「还剑鳖」（越南语：／）。在1999年、2000年和2005年一隻斑鱉於還劍湖多次被大量的觀眾觀察到和拍攝記錄，被認為是還劍湖唯一的一隻斑鱉。牠因外部潰瘍於2011年4月被抓獲送往治療。[12]当地时间2016年1月19日，还剑湖中的斑鳖被发现已经死亡。[13]
- 长沙动物园有一只雌鳖，后迁至苏州动物园实施人工繁殖。2019年4月13日，这只已90余岁的雌鳖在人工受精过程中死亡，後以液態氮冷凍保存其卵巢組織。[14][15][16]由于该个体为全世界仅有的一只参与繁殖的雌性斑鳖，它的死亡宣告了斑鳖正式进入灭绝倒计时。
- 2019年7月27日，一只重38千克的疑似斑鳖在越南北江省一家饭店被食用。[17]这对斑鳖的保护是一个不幸的消息，但也意味着野外可能仍有一些斑鳖幼体和亚成体存在。
- 越南同莫湖的一只雌性斑鳖于2023年4月23日被发现死亡。[18]这只斑鳖曾在2008年11月的一场洪水中被捕获，随后被放归。2020年10月23日，它被保护工作者成功捕获，并被确认为雌性。保护工作者对其进行健康检查、采集拭子和血液样本、植入识别微芯片后，将其放回湖中。[6]该个体曾为斑鳖的繁育带来一丝希望，但它的死亡使得斑鳖繁育的希望再度破灭。

## 保育狀況
- 中国国家一级保护动物。
- 被列為《瀕危野生動植物種國際貿易公約》附錄二物種，限制出口以及貿易。